# Cordia perbella
Cordia perbella är en strävbladig växtart som beskrevs av Gottfried Wilhelm Johannes Mildbraed. Cordia perbella ingår i släktet Cordia, och familjen strävbladiga växter. Inga underarter finns listade i Catalogue of Life.